# Ottone I di Baviera
Ottone I di Wittelsbach, detto der Rotkopf (testa rossa) e anche der Starke (il forte) (Kelheim, 1117 – Pfullendorf, 11 luglio 1183), dal 1156 fu conte palatino di Baviera dal 1156 e duca di Baviera dal 1180, il primo dei Wittelsbach a ricevere questo titolo.

## Biografia
Ottone era uno dei figli di Ottone IV di Scheyern della famiglia nobiliare dei conti di Scheyern. In seguito al trasferimento presso il castello di Wittelsbach fatto edificare nei pressi di Aichach la famiglia assunse il nome von Wittelsbach. Oltre alla contea di Scheyern (Aichach, Pfaffenhofen, Schrobenhausen e Rain) il patrimonio allodiale della famiglia comprendeva quella di Wartenberg.
La madre era Heilika di Pettendorf-Lengenfeld, tra i suoi fratelli vi erano Corrado I, arcivescovo di Magonza (vescovo dal 1161-1165 e dal 1183-1200) che ottenne anche il principato arcivescovile di Salisburgo col nome di Corrado III (1177-1183) e Ottone VII, che ebbe come figlio Ottone VIII, il quale uccise il sovrano Filippo di Svevia.
Nato presumibilmente nel castello di Kelheim, Ottone crebbe in una famiglia numerosa (quattro fratelli e tre sorelle). Alla morte del padre assunse il titolo di conte palatino.
Sostenitore degli Hohenstaufen fu spesso in missione diplomatica per conto di Federico Barbarossa che aveva accompagnato nella sua prima discesa in Italia del 1154 mettendo in sicurezza la via del ritorno a Verona. Fu presente alla dieta di Besançon e nel 1158/59 fu in missione diplomatica con Rainaldo di Dassel.
In seguito alla caduta in disgrazia e alla confisca dei beni di Enrico il Leone, il 16 settembre del 1180 ad Altenburg Federico Barbarossa assegnò ad Ottone I il ducato di Baviera.
Dal territorio originario del ducato era stata separata la Stiria, assegnata ad Ottocaro IV di Stiria indebolendo il ducato nella parte meridionale. 
Il ducato di Ottone I durò pochi anni nei quali non gli riuscì di espandere il territorio ma per contro fu in grado di consolidare la sua posizione, soprattutto tramite il ruolo di supremo giudice del ducato, tanto da poter permettere al figlio Ludovico I di Baviera, che alla sua morte era ancora minorenne, di assumere la carica senza contrasti. 
Presente e a fianco del Barbarossa nelle trattative che portarono alla pace di Costanza, Ottone morì a Pfullendorf, nei pressi di Costanza e venne sepolto nella cripta dell'abbazia di Scheyern.

La stirpe di Ottone regnò sulla Baviera sino al 1918, per 738 anni.

## Matrimonio ed eredi
Ottone sposò nel 1169 Agnese di Loon (intorno al 1150-1191). Essi ebbero i seguenti figli:
- Ottone (1169-1181);
- Sofia (1170-1238), che nel 1196 sposò il langravio di Turingia Ermanno I;
- Heilica (1171-1200), che sposò il conte Teodorico di Wasserburg;
- Agnese (1172-1200), che sposò il conte Enrico di Plain;
- Riccarda (1173-1231), che sposò Ottone I di Gheldria;
- Ludovico (1174-1231);
- Heilica II (1176 o 1177-1214), che sposò Adalberto III conte di Dillingen;
- Elisabetta (1178 circa-1190), che sposò il margravio Bertoldo III di Vohburg;
- Mechthild (Matilde) (intorno al 1180-1231), che sposò Rapoto II di Ortenburg[6].

## Ascendenza
|                                                 |   |                      | Genitori            |  |  | Nonni |  |  | Bisnonni             |  |  | Trisnonni |  |
|                                                 |   |                      |                     |  |  |       |  |  | Ottone I di Scheyern |  |  | …         |  |
|                                                 |   |                      |                     |  |  |       |  |  | Ottone I di Scheyern |  |  | …         |  |
|                                                 |   | …                    |                     |  |  |       |  |  | Ottone I di Scheyern |  |  |           |  |
| Eccardo I di Scheyern                           |   |                      |                     |  |  |       |  |  | Ottone I di Scheyern |  |  |           |  |
|                                                 |   | Haziga di Dießen     | …                   |  |  |       |  |  |                      |  |  |           |  |
|                                                 |   | Haziga di Dießen     | …                   |  |  |       |  |  |                      |  |  |           |  |
|                                                 |   | Haziga di Dießen     | …                   |  |  |       |  |  |                      |  |  |           |  |
| Ottone IV di Wittelsbach                        |   | Haziga di Dießen     |                     |  |  |       |  |  |                      |  |  |           |  |
|                                                 |   | Ulrico I di Carniola | Poppo I di Carniola |  |  |       |  |  |                      |  |  |           |  |
|                                                 |   | Ulrico I di Carniola | Poppo I di Carniola |  |  |       |  |  |                      |  |  |           |  |
|                                                 |   | Ulrico I di Carniola | Hadamut del Friuli  |  |  |       |  |  |                      |  |  |           |  |
| Richgarda di Weimar-Istria                      |   | Ulrico I di Carniola |                     |  |  |       |  |  |                      |  |  |           |  |
|                                                 |   | Sofia d'Ungheria     | Béla I d'Ungheria   |  |  |       |  |  |                      |  |  |           |  |
|                                                 |   | Sofia d'Ungheria     | Béla I d'Ungheria   |  |  |       |  |  |                      |  |  |           |  |
|                                                 |   | Sofia d'Ungheria     | Richeza di Polonia  |  |  |       |  |  |                      |  |  |           |  |
| Ottone I di Baviera                             |   | Sofia d'Ungheria     |                     |  |  |       |  |  |                      |  |  |           |  |
|                                                 | … | …                    |                     |  |  |       |  |  |                      |  |  |           |  |
|                                                 | … | …                    |                     |  |  |       |  |  |                      |  |  |           |  |
|                                                 | … | …                    |                     |  |  |       |  |  |                      |  |  |           |  |
| Federico III di Pettendorf-Lengenfeld-Hopfenohe | … |                      |                     |  |  |       |  |  |                      |  |  |           |  |
|                                                 |   | …                    | …                   |  |  |       |  |  |                      |  |  |           |  |
|                                                 |   | …                    | …                   |  |  |       |  |  |                      |  |  |           |  |
|                                                 |   | …                    | …                   |  |  |       |  |  |                      |  |  |           |  |
| Heilika di Pettendorf-Lengenfeld                |   | …                    |                     |  |  |       |  |  |                      |  |  |           |  |
|                                                 |   | …                    | …                   |  |  |       |  |  |                      |  |  |           |  |
|                                                 |   | …                    | …                   |  |  |       |  |  |                      |  |  |           |  |
|                                                 |   | …                    | …                   |  |  |       |  |  |                      |  |  |           |  |
| …                                               |   | …                    |                     |  |  |       |  |  |                      |  |  |           |  |
|                                                 |   | …                    | …                   |  |  |       |  |  |                      |  |  |           |  |
|                                                 |   | …                    | …                   |  |  |       |  |  |                      |  |  |           |  |
|                                                 |   | …                    | …                   |  |  |       |  |  |                      |  |  |           |  |
|                                                 |   | …                    |                     |  |  |       |  |  |                      |  |  |           |  |